# Лю Юн
Лю Юн (柳永, 987 —1053) — китайський поет, автор численних пісень часів династії Сун.

## Життєпис
Народився у 987 році у Чон'ані (провінція Фуцзянь). Був сином Лю Ена, провінційного чиновника. Подальша доля Лю Юна пов'язана з кар'єрою батька. У 992 році вони перебираються на нове місце служби Лю Ена — місто Чунхуа (провінція Шаньсі). У 995 році Лю Ен отримує посаду у столиці імперії Кайфені. Тут родина Лю затоваришувала з канцлером Янь Шу, який до того ж був поетом й справив вплив на молодого Лю Юна. З цих пір останній захопився складанням віршів. Втім спочатку Лю Юн намагався зробити кар'єру чиновника. Після декількох невдач, у 1034 році залишив цю справу. Став вести богемний спосіб життя, спілкуватися з куртизанками, проводити час у борделях. Помер він у 1053 році.

## Творчість
Працював у жанрі ци, значно вдосконаливши його, виробивши так званий «повільний ци» (маньци). До нас дійшло 213 його віршів — більше, ніж від будь-якого із сучасників поета, — присвячених вину, любові, природі, описам пам'яток. Використовував 133 мотиви (дяо), з яких 100 - вперше в історії китайської поезії.
Лю Юн — чудовий пейзажист і видатний майстер так званих «повільних ци» (маньци) — більш великих і складних віршів, які писалися вже на поєднання кількох мелодій, послідовно змінювали одна одну.
Лю Юн волів проводити час у веселих кварталах столиці, в суспільстві співачок і танцівниць, де його вірші набули особливої популярності, і ввійшов у народні легенди як безтурботний веселун і пустопорожній гуляка. Але саме він створив один з найкращих творів сунської громадянської лірики — знамениту «Пісню про солевара».